# Susan DeMattei
Susan DeMattei, född den 15 oktober 1962 i San Francisco, Kalifornien, är en amerikansk tävlingscyklist som tog OS-brons i mountainbike vid olympiska sommarspelen 1996 i Atlanta. 